# Christian Garnier
Christian Garnier (Vernon, 4 marzo 1964) è un ex cestista francese.

## Carriera
Con la Francia ha disputato i Campionati europei del 1985 e i Campionati mondiali del 1986.